# ラバリ郡
ラバリ郡（英: Ravalli County）は、アメリカ合衆国モンタナ州の西部に位置する郡である。人口は4万4174人（2020年）。郡庁所在地はハミルトンであり、同郡で人口最大の町である。ラバリ郡は東にサファイア山脈、西にビタールート山脈に挟まれた南北方向のバレーの一部である。このバレーは、モンタナ州の州花ビタールートに因んで名付けられたビタールート・バレーと呼ばれることが多い。
ラバリ郡はその全体が大陸分水界の太平洋側にある。分水界はアイダホ州とモンタナ州の州境を北にラバリ郡まで辿り、ロストトレイル峠とチーフジョゼフ峠の間で東に曲がりモンタナ州内に入って、ビーバーヘッド郡との郡境に沿って走っている。

## 歴史
ラバリ郡となった地域にはビタールート・サリッシュ族インディアンが住んでいた。この部族は1805年にルイス・クラーク探検隊と出遭っており、探検隊は友好的な性格の部族だと記していた。カトリック教会がこの地域に伝道所を開くことに興味を持ち、1841年にスティーブンスビルの町が設立された。1891年、サリッシュ族はヘルゲイト条約に従い、北にある現在のフラットヘッド・インディアン居留地に移住させられた。
1877年、ジョゼフ酋長の率いるネズ・パースのワロワ・バンドが居留地へ閉じ込められることを拒んで逃亡を試み、ラバリ郡を通って行った。彼らはカナダに向かう途中、モンタナ州のハバーの南で捕らえられた。
ラバリ郡は1893年3月3日に設立され、郡名は1845年にビタールート・バレーに到着したイエズス会宣教師のイタリア人アントニオ・ラバリに因むものである

## 経済
ラバリ郡の経済は昔から農業と林業に依存している。ビュートの銅山王3人のうちの1人、マーカス・デイリーがビタールート・バレーでの製材業に資金を出した。木材はビューとの銅鉱山に操業に必要だった。近年のラバリ郡は観光業も興ってきた。ビタールート・バレーはセルウェイ・ビタールート原生地に接しており、大陸アメリカ合衆国では生息数が少なくなってきたクズリやオオカミなど様々な野生動物が生息している。ロストトレイル・パウダー山スキー場がアイダホ州との州境のロストトレイル峠、アメリカ国道93号線沿いにある。

## 地理
アメリカ合衆国国勢調査局に拠れば、郡域全面積は2,400平方マイル (6,200 km2)であり、このうち陸地は2,394平方マイル (6,200 km2)、水域は6平方マイル (16 km2)で水域率は0.25％である。

### 主要高規格道路
- アメリカ国道93号線
- モンタナ州道38号線

### 隣接する郡
- ミズーラ郡 - 北
- グラニット郡 - 東
- ビーバーヘッド郡 - 南東
- レムヒ郡 (アイダホ州) - 南
- アイダホ郡 (アイダホ州) - 西

### 国立保護地域
- ビタールート国立の森（部分）
- リーメトカーフ国立野生生物保護区
- ロロ国立の森（部分）

## 人口動態
以下は2000年の国勢調査による人口統計データである。
| 基礎データ - 人口: 36,070人 - 世帯数: 14,289 世帯 - 家族数: 10,188 家族 - 人口密度: 6人/km2（15人/mi2） - 住居数: 15,946軒 - 住居密度: 3軒/km2（7軒/mi2） 人種別人口構成 - 白人: 96.71% - アフリカン・アメリカン: 0.14% - ネイティブ・アメリカン: 0.88% - アジア人: 0.30% - 太平洋諸島系: 0.10% - その他の人種: 0.44% - 混血: 1.44% - ヒスパニック・ラテン系: 1.88% 先祖による構成 - ドイツ系：22.1％ - イギリス系：14.1％ - アイルランド系：11.1％ - アメリカ人：7.9％ - ノルウェー系：6.3％ 年齢別人口構成 - 18歳未満: 25.6% - 18-24歳: 6.2% - 25-44歳: 24.7% - 45-64歳: 28.0% - 65歳以上: 15.5% - 年齢の中央値: 41歳 - 性比（女性100人あたり男性の人口） - 総人口: 98.6 - 18歳以上: 95.4 | 世帯と家族（対世帯数） - 18歳未満の子供がいる: 30.2% - 結婚・同居している夫婦: 60.3% - 未婚・離婚・死別女性が世帯主: 7.5% - 非家族世帯: 28.7% - 単身世帯: 24.1% - 65歳以上の老人1人暮らし: 9.8% - 平均構成人数 - 世帯: 2.48人 - 家族: 2.94人 収入と家計 - 収入の中央値 - 世帯: 31,992米ドル - 家族: 38,397米ドル - 性別 - 男性: 30,994米ドル - 女性: 19,987米ドル - 人口1人あたり収入: 17,935米ドル - 貧困線以下 - 対人口: 13.8% - 対家族数: 9.6% - 18歳未満: 20.1% - 65歳以上: 6.3% |

### 収入

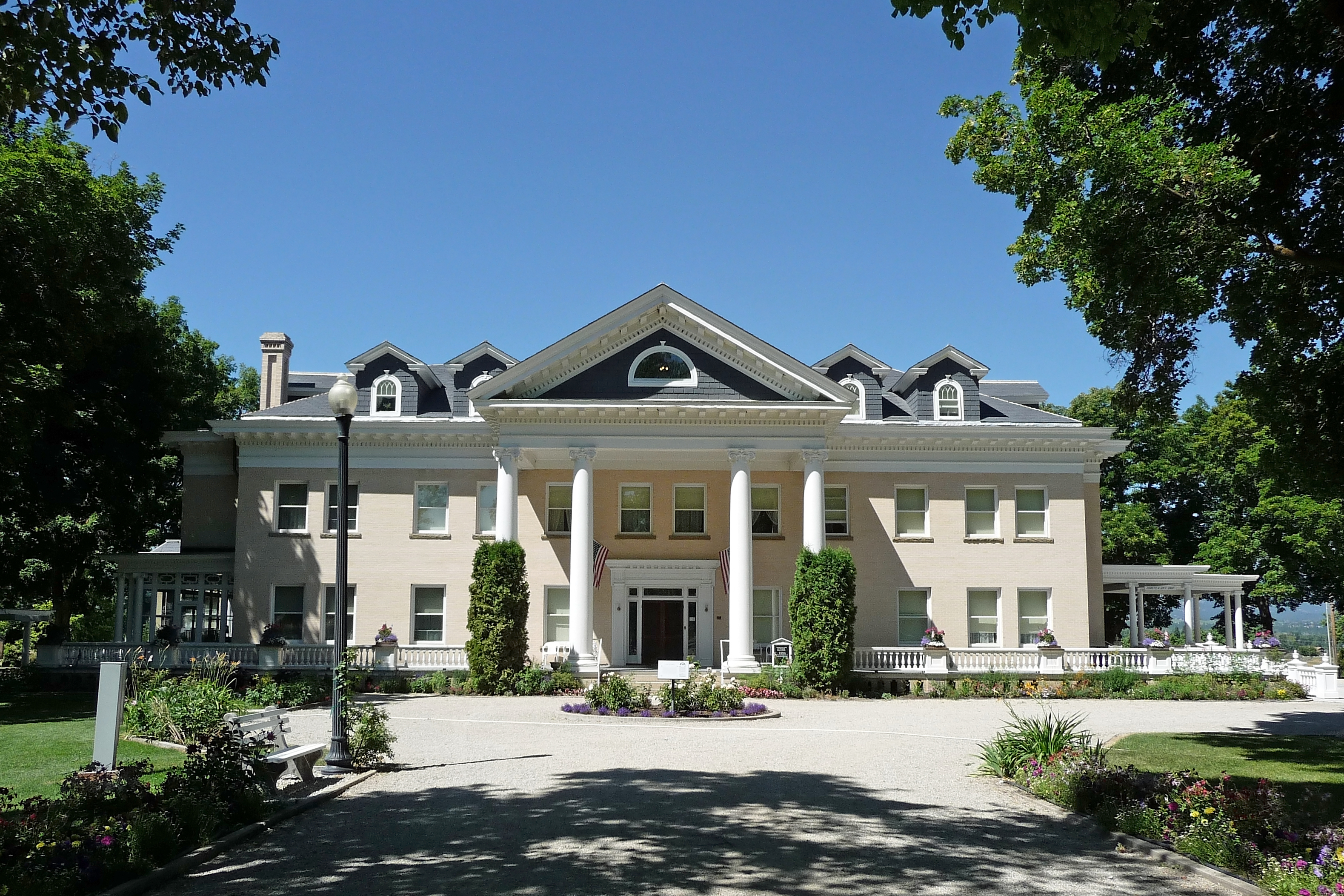
ハミルトンにあるデイリーの邸宅

## 都市と町

### 都市
- ハミルトン - 郡庁所在地

### 町
- ダービー
- パインズデール
- スティーブンスビル

### 国勢調査指定地域
- コーバリス
- フローレンス
- ビクター

## 著名な住人
- ヘンリー・L・マイアーズ、モンタナ州選出雨冷夏合衆国上院議員、1895年から1899年までラバリ郡検察官を務めた。